# موریتس شلیک
موریتس شلیک (آلمانی: Moritz Schlick؛ آلمانی: [ʃlɪk] () زاده ۱۴ آوریل ۱۸۸۲ – درگذشته ۲۲ ژوئن ۱۹۳۶) فیزیکدان، فیلسوف علم و پایه‌گذار حلقه وین و یکی از رهبران اصلی آن در پوزیتیویسم منطقی بود.

## زندگی
در ۱۴ آوریل ۱۸۸۲ در برلین به دنیا آمد. وی پس از اتمام دوره دبیرستان در برلین، در دانشگاه‌های هایدلبرگ، لوزان و برلین حضور یافت و به تحصیل پرداخت. سرانجام دکترای خود را در سال ۱۹۰۴ میلادی با عنوان بازتاب نور از سطوح ناهمگن تحت نظر مؤسسهٔ ماکس پلانک در برلین دریافت کرد. سه سال پس از آن را در گوتینگن، هایدلبرگ و برلین به مطالعات فیزیکی گذراند؛ و در سال ۱۹۰۷ با بلانش گای هاردی از آمریکا ازدواج کرد و از سال ۱۹۰۷ میلادی در زوریخ دو ترم روانشناسی را در دانشگاه خواند.
شلیک دوست نزدیک اینشتین بود و با هم مکاتبات بسیاری دربارهٔ تفسیر فلسفی نظریه نسبیت داشتند. این دوستی چنان بود که اینشتین، قبل از آن که شلیک به وین برود، او را در کسب کرسی استادی در دانشگاه کیل یاری رساند. شلیک در سال ۱۹۲۲ به وین رفت و به جای ارنست ماخ عهده‌دار درس علوم استقرایی شد.
از بین پوزیتیویست‌های منطقی او اولین کسی بود که به نتایج فلسفی نظریه نسبیت علاقه نشان داد. او در ۱۹۱۵ مقاله‌ای با عنوان اهمیت فلسفی اصل نسبیت منتشر کرد. ریشه‌های تفکر پوزیتیویست‌های منطقی را می‌توان به راحتی در این کتاب یافت.

## اندیشه
شلیک نزد ماکس پلانک تحصیل کرده بود و به عنوان مفسر نظریه نسبیت اینشتین، شناخته می‌شد. اما آنچه او را از ارنست ماخ متمایز می‌ساخت، علاقه‌اش به مسائل کلاسیک فلسفه بود.
او در اهمیت فلسفی اصل نسبیت ادعا کرد که نه پوزیتیویسم ارنست ماخ و نه فلسفه نوکانتی کاسیرر نمی‌توانند حق نظریه نسبیت را ادا کنند و در نتیجه هر دو باید طرد شوند.

## مرگ
در ۲۲ جون ۱۹۳۶ یکی از دانشجویان شلیک که دکترایش را با شلیک انجام داده بود، به نام هانس نلبوک در دانشگاه وین به او شلیک کرد که به مرگ او انجامید. وی قبلاً تهدید کرده بود که شلیک را به قتل می‌رساند.
موریتس شلیک استاد کرسی فلسفهٔ علوم استقرایی بود و طبق معمول زمانی که می‌خواست به سمت کلاس درس برود، یک دانشجوی پیشین دکترا به نام یوهان هانس نلبوک در روی پله‌ها انتظار او را می‌کشید. نلبوک تاکنون دو بار به خاطر تهدید کردن شلیک به بیمارستان روانی فرستاده شده بود و طبق تشخیص پزشکان، پارانویای اسکیزوفرنی (بدگمانی ناشی از روان گسیختگی) داشت. اشتغال ذهنی او با استاد راهنمای پیشین اش تا اندازه‌ای هم تقصیر شاگرد دیگری، سیلویا بوروویکا (آلمانی: Sylvia Borowicka) بود که نلبوک به دام عشق اش افتاده بود. دختر به نلبوک گفته بود که عاشق پروفسور علوم استقرایی است که این به نظر نلبوک خطایی غیرقابل فهم می‌نمود. در تصورات جنون‌آمیز نلبوک این دو با هم رابطه داشتند. . چون در نتیجهٔ شکایت شلیک گرفتار بیمارستان روانی شده بود پس به فکر تلافی افتاد. شلیک به پلیس هم خبر داد و حتی محافظ شخصی گرفت؛ ولی پس از مدتی وقتی تهدیدها جامهٔ عمل نپوشید قرار شد محافظت قطع شود و شلیک از تماس با پلیس درست کشید.
او به یکی از همکارانش گفته بود: ترسیدم کم‌کم فکر کنند این منم که دیوانه ام!
در ساعت نه و ربع بامداد پروفسور شلیک به پاگرد نیمهٔ پلکان اتاق‌های تدریس فلسفه رسید. نلبوک تپانچه اتوماتیکش را درآورد و چهار بار از فاصلهٔ کوتاه شّلیک کرد. گلوله چهارم که به پای شلیک خورد زائد بود: گلوله سوم شکم و روده بزرگ او را دریده بود و دو گلوله نخست قلبش را سوراخ کرده بودند. موریتس شلیک در دم جان سپرد. لوح یادبودی برنجی امروزه در آن نقطه نصب است.